# 斯科皮山
46°34′18″N 8°49′48″E / 46.57167°N 8.83000°E

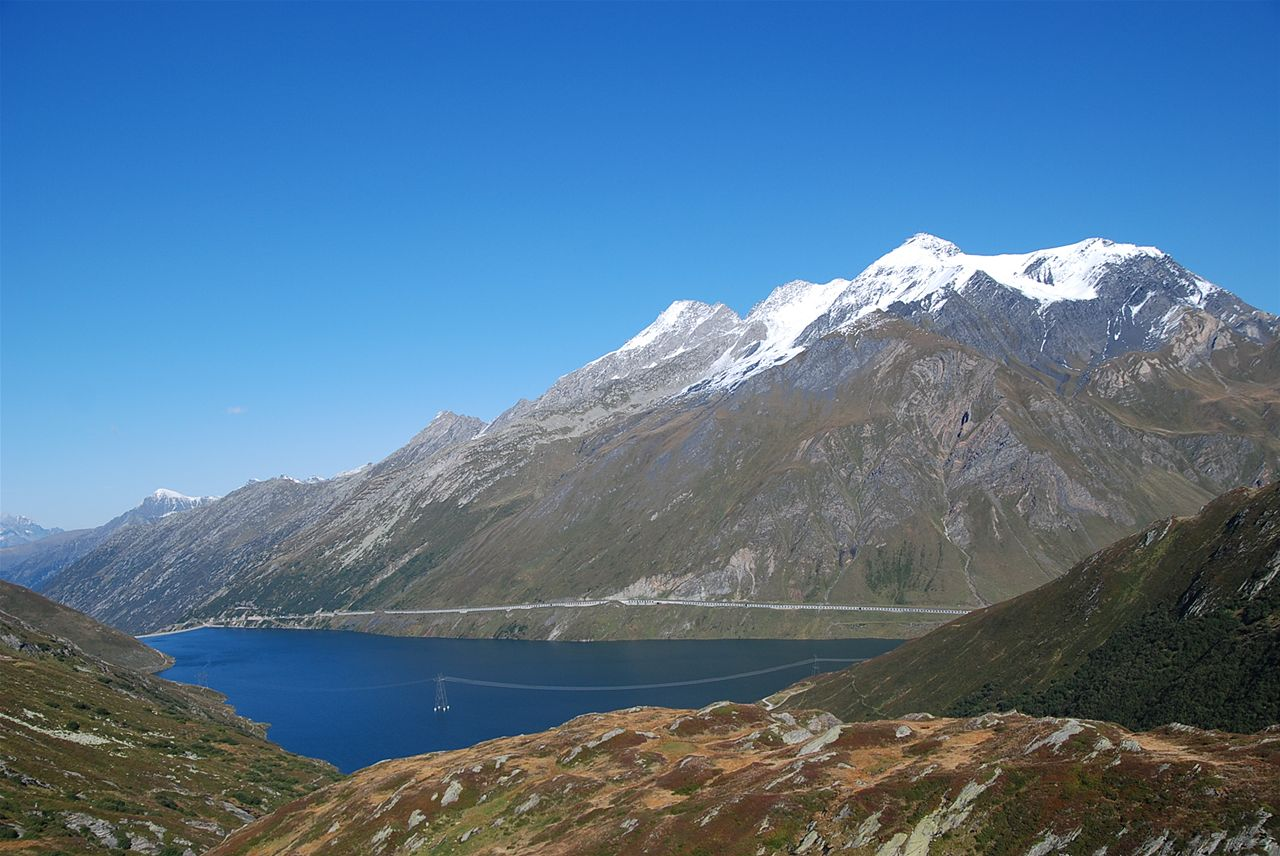

斯科皮山（Scopi），是瑞士的山峰，位於該國南部，由提契諾州和格勞賓登州負責管轄，屬於勒蓬廷阿爾卑斯山脈的一部分，海拔高度3,190米，人類在1782年首次登頂。

## 外部連結
- Scopi on Summitpost （页面存档备份，存于）
- Scopi on Hikr （页面存档备份，存于）